# Бийский олеумный завод
Федеральное казённое предприятие «Бийский олеумный завод» — предприятие по выпуску взрывчатых веществ промышленного и специального назначения, а также производству и утилизации боеприпасов и их составных частей. Расположено в городе Бийск Алтайского края.

## История
26 мая 1947 года Постановлением Совета Министров СССР было принято решение о проектировании новых заводов, а 16 февраля 1949 года — выбрано место для строительства крупного предприятия в городе Бийске Алтайского края, строительство которого началось спустя пять лет, в феврале 1954 года.
Весной 1959 года Государственной комиссией был подписан акт о сдаче Бийского химического комбината в эксплуатацию, а в июле 1965 года Приказом Министерства оборонной промышленности № 233 от 20 июля 1965 года из комбината были выделены ряд цехов и создано новое предприятие — Бийский олеумный завод, директором которого был назначен Н. П. Докукин. Заводской комитет профсоюза 14 сентября 1965 года принял решение о введении празднования 1 августа дня основания завода.
Вновь образованному заводу были переданы сернокислотное производство (производство олеума), а также производства тротила, тэна, гексогена, сварочных электродов, ремонтно-механический цех и цех связи.
В период с 1965 по 2011 годы предприятие освоило ряд новых производств:
- 1965 — организован цех регенерации кислот;
- 1977 — запущено производство октогена;
- 1985 — освоено получение сернистого ангидрида из природной серы;
- 1994 — освоено производство граммонитов;
- 2002 — запущено производство аккумуляторной кислоты, освоен выпуск стифниновой кислоты;
- 2007 — создано новое производство восстановления качества меланжа;
- 2010 — запущено серийное производство нового эмульсионного взрывчатого вещества — Эмигран П;
- 2011 — запущено производство нового суперпластификатора

С 1998 года после получения лицензии Ростехнадзора на заводе проводится самостоятельная разработка новых модификаций взрывчатых материалов и средств взрывания. За это время предприятием разработаны и освоены на производстве граммониты для открытых и подземных работ Т-5, К, КЗ, ТК, ТК3, П21, М21 различных модификаций, гранулотол М, шашки-детонаторы ТГ-П, ПТ-П.[значимость факта?]
3 июня 2011 года заводской комиссией подписан акт о приёмке и издан приказ генерального директора о пуске производства суперпластификатора. В ночь с 6 на 7 июня состоялся пуск технологической схемы данного производства в эксплуатацию. Была наработана первая партия суперпластификатора в объёме около 17 тонн.
1 июля 2020 года завершилась реорганизация федерального казённого предприятия «Завод имени Я. М. Свердлова» в форме присоединения к нему федерального казённого предприятия «Бийский олеумный завод» и зарегистрированы изменения в учредительных документах ФКП «Завод имени Я. М. Свердлова». ФКП «Бийский олеумный завод» прекратило деятельность в связи с присоединением к ФКП «Завод имени Я. М. Свердлова», преобразовавшись в филиал. Основными целями реорганизации предприятий является обеспечение своевременного и качественного выполнения запланированного государственного оборонного заказа, наращивание производства для удовлетворения возрастающих потребностей государства в боеприпасах, вооружении, военной технике и расширение рынков сбыта.[значимость факта?]

### Происшествия
16 мая 2015 года на заводе произошёл взрыв, в котором погиб мастер механической мастерской, ещё один рабочий получил серьёзные травмы. Одной из причин взрыва могло стать нарушение сотрудниками предприятия техники безопасности по требованию руководства.
17 января 2017 года при расчистке территории для строительства нового корпуса сдетонировали отложения взрывчатки. Пострадали четыре человека, в том числе двое попали в реанимацию, один из них впоследствии скончался. Сообщалось, что в результате взрыва не произошло существенного загрязнения окружающей среды или разрушений. По факту взрыва Следственный комитет возбудил уголовное дело.

## Состав производств предприятия
- производство серной кислоты[3];
- производство промышленных взрывчатых веществ;
- производство нитроэфиров;
- производство шашек-детонаторов;
- товары народного потребления[3];
- производство нестандартного оборудования и литья;
- электродное производство;
- производство растворов, бетонов, железобетонных и столярных изделий.

На консервации находятся производства выпускающие продукцию, предназначенную для снаряжения боеприпасов и компонентов твердых ракетных топлив.[значимость факта?]